# Kamenné (Skorošice)
Kamenné (deutsch Steingrund) ist ein erloschenes Dorf der Gemeinde Skorošice in Tschechien. Es liegt fünf Kilometer südwestlich von Žulová und gehört zum Okres Jeseník.

## Geographie
Kamenné befindet sich im Quellgrund des Baches Kamenička im Reichensteiner Gebirge (Rychlebské hory). Nördlich erhebt sich der Ostrý (Knallsteine, 710 m n.m.), im Osten der Vršek (621 m n.m.), südwestlich der Chlum (Fleischersteine, 776 m n.m.), im Westen der Břidličný (Flössenberg, 945 m n.m.), der Skoroš (Zittersteine, 828 m n.m.) und der Pomezný (Mittelberg, 921 m n.m.) sowie nordwestlich der Spičák (Spitzberg, 957 m n.m.) und der Dračí vrch (681 m n.m.).
Nachbarorte sind Nové Chaloupky und Petrovice (Petersdorf) im Norden, Horní Skorošice im Nordosten, Nýznerov im Osten, Na Samotě, Kamenná und Polka im Südosten, Bielice im Südwesten, Nowy Gierałtów im Westen sowie Hraničky und Hraničná im Nordwesten.

## Geschichte
Die nahe der Grenze zur Grafschaft Glatz gelegene Siedlung Steingrund wurde um 1690 durch das Friedeberger Amt der fürstbischöflichen Johannisberger Güter gegründet und 1692 erstmals urkundlich erwähnt. Die neuen Siedler erhielten das Land zunächst verpachtet, später auch erblich überlassen; von der Robot waren sie wegen der großen Armut befreit. Die Bewohner lebten von der Forstarbeit; wegen der Höhenlage und der kargen steinigen Böden war der Ackerbau nur wenig ertragreich, Getreide musste zugekauft werden. Steingrund war die höchstgelegene Siedlung des Friedeberger Amtes. Im Jahre 1723 bewilligte die Grundherrschaft den in Steingrund lebenden 23 Familien die Errichtung einer Mühle. Wegen des weiten Schulweges nach Gurschdorf organisierte die Gemeinde den Schulunterricht im Dorf; als Lehrer fungierten anfänglich Grenzwächter, später auch Forstleute. Zum Ende des 18. Jahrhunderts verkaufte das Friedeberger Amt der Gemeinde noch knapp 100 Breslauer Schelf Wald- und Weideland für 1500 Gulden; die Weideflächen erwarb die Gemeinde selbst, den Kaufpreis für den Wald legten 24 Familien zusammen. 1816 errichteten die Bewohner eine Kapelle, in der von Zeit zu Zeit auch Gottesdienste gehalten wurden.
Im Jahre 1836 bestand Steingrund aus 38 hölzernen Häusern, in denen 281 deutschsprachige Personen lebten. Haupterwerbsquellen bildeten die Flachsspinnerei, der Tagelohn sowie die kümmerliche Feldwirtschaft. Im Ort gab es eine Notschule, ein Schankhaus mit Backgerechtigkeit, eine eingängige Mühle sowie eine Pottaschehütte. Pfarrort war Gurschdorf. 1837 ließ das Friedeberger Amt in Steingrund eine Dorfschule errichten. Bis zur Mitte des 19. Jahrhunderts blieb Steingrund dem Bistum Breslau untertänig.
Nach der Aufhebung der Patrimonialherrschaften bildete Steingrund ab 1849 einen Ortsteil der Gemeinde Gurschdorf im Gerichtsbezirk Weidenau. Ab 1869 gehörte das Dorf zum Bezirk Freiwaldau. Der tschechische Ortsname Kamenné wurde zum Ende des 19. Jahrhunderts eingeführt. Mit dem zum Ende des 19. Jahrhunderts aufkommenden Tourismus erhielt das Dorf durch seine landschaftlich reizvolle Lage eine neue Perspektive als Sommerfrische. Im Jahre 1900 hatte Steingrund 218 Einwohner und bestand aus 45 Häusern. Beim Zensus von 1921 lebten in den 46 Häusern des Dorfes 188 Deutsche. In der Zwischenkriegszeit wurden die meisten der Holzhäuser durch neue steinerne Gebäude ersetzt. Im Jahre 1930 hatte Steingrund 209 Einwohner. 1937 errichtete die Freiwillige Feuerwehr ein Spritzenhaus und kaufte eine Feuerlöschspritze. Nach dem Münchner Abkommen wurde das Dorf 1938 dem Deutschen Reich zugesprochen und gehörte bis 1945 zum Landkreis Freiwaldau. Weitere Pläne zum Bau eines neuen Schulhauses, eines Gasthauses sowie von Wohn- und Wirtschaftsgebäuden konnten wegen des Kriegsausbruches 1939 nicht mehr realisiert werden. Nach dem Ende des Zweiten Weltkrieges kam Kamenné zur Tschechoslowakei zurück; die meisten der deutschsprachigen Bewohner wurden 1945/46 vertrieben. Die Wiederbesiedlung des abgelegenen Ortes gelang nur in geringem Umfang. 1950 lebten in den 17 Häusern von Kamenné nur noch 25 Personen. Ein Großteil der Neusiedler zog bald wieder fort. Bei der Gebietsreform von 1960 wurde der Okres Jeseník aufgehoben und der Ort in den Okres Šumperk eingegliedert. Zu dieser Zeit war Kamenné bereits verlassen. Im Jahre 1961 wurde das Dorf durch Pioniertruppen dem Erdboden gleichgemacht. Im Gegensatz zu den meisten Zerstörungen verlassener Dörfer und Anwesen durch die Armee, bei denen in der Regel Trümmerhaufen zurückblieben, wurde Kamenné vollständig beseitigt; es ist nicht bekannt, welche Gründe dafür vorlagen.
Das ehemals besiedelte Tal ist heute Wiesenland. Einzige Relikte sind die steinerne Stützmauer eines größeren Hauses im Oberdorf und das Betonfundament eines Wirtschaftsgebäudes. An das ehemalige Dorf erinnert heute ein schlichtes Holzkreuz.

## Ortsgliederung
Die Wüstung Kamenné gehört zum Ortsteil Skorošice der gleichnamigen Gemeinde und ist Teil des Katastralbezirkes Horní Skorošice.

## Sehenswürdigkeiten
- Wegkapelle auf dem Vršek, östlich von Kamenné